# 玉木愛子
玉木愛子（たまき あいこ、1887年12月28日- 1969年）は、日本の俳人。ハンセン病に罹患し、熊本の回春病院に入院、後国立療養所長島愛生園に転園した。脚の切断、失明にもかかわらず、俳句に精進した。

## 略歴
1887年12月28日、大阪・島の内の材木問屋に生まれる。後に妹、弟が生まれる。家庭は裕福で、幼い頃より、踊り、琴、三味線を習う。1892年らいの兆候が出現するも進行が遅く目立たなかった。1899年、女学校の検診でらいを宣告され、退学。人目をさけて自宅での療養生活に入る。1919年　妹、弟たちの結婚の支障になるのを恐れ、熊本のハンナ・リデルが創立した私立ハンセン病病院の回春病院に進んで入院。1921年、キリスト教に受洗。1924年、この頃、福岡市の生の松原で療養している西村瞳女を知り、文通を通じて俳句に興味を持つ。1929年、病状が悪化し、右足を切断（熊本大学外科部長により）。1933年、種々の理由により、熊本を去り、長島愛生園に移る。1935年、僚友柴水と結婚。1937年、失明。回春病院に入院していた瞳女の影響もあり、俳句にかけるようになる。婦長なども加わり、婦人句会「かりん句会」も誕生。1948年、戦争により中断していたホトトギスへの投句を再開。注目を浴びる。高浜虚子の知遇を得る。1955年、自伝「この命ある限り」を出版。1969年死去。

## 入所者から見た記録
裕福な家庭に生まれたが、ある職工がいつも愛撫していたが、その人はらいであったという。発病前の裕福な生活、発病、自宅療養、家族生活とその苦悩、リデル女史への手紙や入所の経緯、三宅俊輔医師のこと、病気の進行と療養生活、キリスト教への信仰、ライト女史のこと、光田健輔園長のこと、戦争時の苦労、戦後のプロミン導入、らい予防法反対運動など、入所者の目からたんたんと描いている。所どころに俳句を添えている。この本の解説者花田春兆は、玉木が北条民雄と同じ境涯に身をおきながら、読む人それぞれが「私は私なりの」共鳴をもてるやわらかな響きが含まれていて、誰にでも勧められる気安さがある。その差を生んだのは性、性格、才能、経験した過去の環境、散文と俳句という表現手段等々の違いにあることは、改めていうまでもない、と評している。

## エピソード
- 玉木がハンナ・リデルが海外にいた時に、歌を作り、リデルの誕生日に讃美歌六十六番の譜で女性四部合唱をした。その事を帰国して聞いたリデルが、また歌わせたという[3]。

## 写真
- Julia Boyd 『Hannah Riddell, An Englishwoman in Japan』という本に、車いすにのった玉木が別の3人の患者たちとともに写っている写真がある。なお、この本の邦文版にはない。

## 文献
- 玉木愛子　『この命ある限り』 2000年　日本図書センター　　ISBN 4-8205-5883-8
- 玉木愛子　『この命ある限り』 1955年　保健同人社
- 玉木愛子　「ママさんと私」　in 内田守編集『ユーカリの実るを待ちて』 　1990年（復刊）リデル・ライト記念老人ホーム
- Julia Boyd 『Hannah Riddell, An Englishwoman in Japan』1996, Charles E Tuttle Company.